# Екатериновка (Долгоруковский район)
Екатери́новка – деревня Долгоруковского сельского поселения Долгоруковского района Липецкой области.

## География
Екатериновка находится в центральной части Долгоруковского района, в 3 км к востоку от села Долгоруково. Располагается на левом берегу реки Снова.

## История
Деревня Екатериновка (или Херасовка) впервые упоминается в первой половине XIX века. Второе название получила от фамилии владельца «Херасов». В «Списках населённых мест Орловской губернии» 1866 года упоминается как «владельческая деревня Хераскова (Екатериновка), при реке Снове», 39 дворов и 382 жителя.
В начале XX века екатериновцы состояли в приходе Покровской церкви села Жерновное.
В середине 90-х годов XIX века началось строительство железнодорожной линии Елец — Касторная — Валуйки, которая прошла в непосредственной близости к деревне.  Ближайшая станция – Долгоруково была открыта 1 октября 1897 года.
В 1926 году – 77 дворов и 345 жителей. В 1928-1929 годах была построена и открыта школа.
Во время Великой Отечественной войны Екатериновка была временно оккупирована гитлеровцами. 4 декабря 1941 года подразделения 134-й немецкой пехотной дивизии после непродолжительного боя захватили Долгоруково, вечером того же дня была занята Екатериновка. Утром 5 декабря немецкие силы продвинулись по железной дороге на северо-восток к селу Большая Боёвка, заняв которое прекратили наступление. Утром 8 декабря в результате Елецкой наступательной операции Красной армии Екатериновка была освобождёна подразделения 6-й стрелковой дивизии.
До 1928 года деревня Екатериновка относилась к Сергиевской волости (центр - Меньшой Колодезь) Елецкого уезда Орловской губернии. В 1928 году деревня вошла в состав Долгоруковского района Елецкого округа Центрально-Чернозёмной области. После разделения ЦЧО Долгоруковский район вошёл в состав Орловской области. С 6 января 1954 года в составе Липецкой области.
С 1932 года Екатериновка – центр сельсовета, ныне входит в состав Долгоруковского сельского поселения, и фактически образует единую агломерацию с районным центром – селом Долгоруково.

## Население
| 2010 |
| ---- |
| 840  |

## Улицы
- 1-я Гудаловская
- 2-я Гудаловская
- Комбинатная
- Молодёжная
- Новоильинская
- Прицепиловская
- Родниковая
- Хохловская
- Центральная
- Школьная
- Щукина

## Транспорт
Деревня Екатериновка соединена асфальтированной дорогой с районным центром, с которым осуществляется пассажирское сообщение автобусом, курсирующим по маршруту Долгоруково – Долгуша.
Ближайшая станция железной дороги – Долгоруково (в 3 км к западу).